# Duca di Fife
Duca di Fife  è un titolo nobiliare nella parìa del Regno Unito, che prende il nome da Fife in Scozia. Ci sono state due creazioni del titolo, la prima nel 1889 e la seconda nel 1900, entrambe in favore di Alexander Duff, VI conte Fife nella paria d'Irlanda e I conte di Fife nei pari del Regno Unito. Il I Duca di Fife era il marito della principessa Luisa, terzogenita e maggiore delle figlie femmine del re Edoardo VII e della regina Alessandra.
Le lettere patenti della regina Vittoria del 29 giugno 1889 contenevano la restante norma "eredi maschi del corpo." Le lettere patenti del 24 aprile 1900 concedevano un secondo ducato di Fife con una trasmissione speciale che permetteva che il titolo passasse alle figlie del primo Duca, in mancanza di un maschio, e poi agli eredi maschi di quelle figlie. Il titolo passò alla figlia maggiore del primo Duca, la principessa Alessandra (nata lady Alexandra Duff), il cui unico figlio maschio, Alastair Windsor, II duca di Connaught e Strathearn le premorì; il ducato passò dunque a suo nipote, Lord Carnegie, figlio di Charles Carnegie, XI conte di Southesk e di sua moglie, la principessa Maud (nata lady Maud Duff). L'attuale duca di Fife è un bisnipote in linea femminile di Edoardo VII ed un membro della famiglia reale britannica estesa. Il suo legittimo erede è David Carnegie, conte di Southesk.
Il ducato di Fife è stato l'ultimo ducato creato nei pari del Regno Unito, eccetto quelli creati per i figli, nipoti o consorti del sovrano.
Dal 1790 fino al 1809 (estinta) e dal 1827 fino alla sua estinzione nel 1857, il titolo "Barone Fife" (GB / UK) fu detenuto dal Conte Fife. Nel 1735 il titolo di "Barone Braco" (I) fu creato per il successivo I Conte Fife.
I titoli di "Marchese di Macduff" (creato nel 1889), "Conte Fife" (1759), "Conte di Fife" (1885), "Visconte Macduff" (1759), "Barone Braco" (1735) e "Barone Skene" (1857) si estinsero insieme al primo ducato di Fife. Marchese di Macduff, Conte di Fife, e Barone Skene sono nei pari del Regno Unito, tutti gli altri nella paria d'Irlanda.
I titoli sussidiari detenuti dall'attuale Duca sono: "Conte di Macduff" (creato nel 1900), "Conte di Southesk" (1633),  "Lord Carnegie di Kinnaird" (1616), "Lord Carnegie" (1633) e "Barone Balinhard" (1869). Conte di Macduff e Barone Balinhard sono nei pari del Regno Unito, tutti gli altri nei pari di Scozia. E tutti i titoli sussidiari tranne il Conte di Macduff sono stati titoli sussidiari del Conte di Southesk.
L'attuale residenza principale della famiglia è Elsick House nei pressi di Stonehaven, The Mearns, all'interno del bacino del Burn of Elsick.

## Baroni Braco (1735)
- William Duff, I barone Braco (c. 1696–1763) fu creato "conte Fife" nel 1759

## Conti Fife (1759)
Altri titoli: visconte Macduff (Ir 1759) e barone Braco, di Klbryde nella contea di Cavan (Ir 1735)
- William Duff, I conte Fife (c. 1696–1763) fu un membro del Parlamento del Regno Unito whig

Altri titoli del II conte: barone Fife, della contea di Fife (GB 1790)
- James Duff, II conte di Fife (1729–1809), figlio maggiore del I conte, morì senza figli
- Alexander Duff, III conte di Fife (1731–1811), secondo figlio maschio del I conte

Altri titoli del IV conte): barone Fife, della contea di Fife (UK 1827)
- James Duff, IV conte Fife (1776–1857), figlio maggiore del IV conte, morì senza figli

Altri titoli dal V conte in poi: barone Skene, di Skene nella contea di Aberdeen (UK 1857)
- James Duff, V conte Fife (1814–1879), figlio maggiore di Alexander, figlio minore del III conte
- Alexander Duff, VI conte Fife (1849–1912) fu creato duca di Fife nel 1889

## Duchi di Fife, prima creazione (1889)
Altri titoli: marchese di Macduff (UK 1889), conte Fife e visconte Macduff (Ir 1759), barone Braco, di Klbryde nella contea di Cavan (Ir 1735) e barone Skene, di Skene nella contea di Aberdeen (UK 1857)

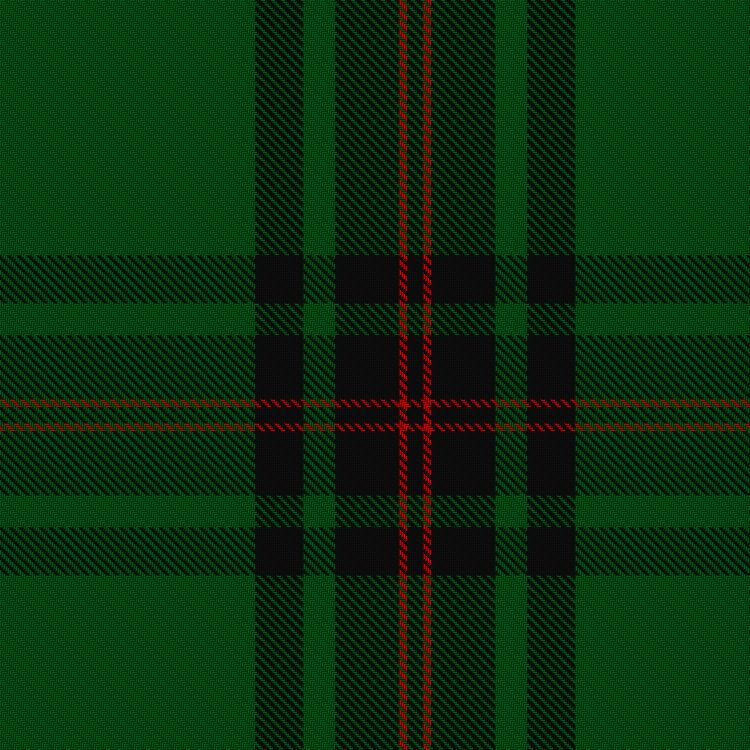
Il tartan "Duke of Fife", disegnato per celebrare il matrimonio di Luisa, figlia di Edoardo VII, con Alexander Duff, I duca di Fife.

- Alexander Duff, I duca di Fife (1849–1912) fu creato nuovamente duca di Fife (con una trasmissione ereditaria diversa) nel 1900
  - Alastair Duff, marchese di Macduff (nato morto nel 1890), unico figlio maschio del I duca

## Duchi di Fife, seconda creazione (1900)
Altri titoli: conte di Macduff, nella contea di Banff (UK 1900); altri titoli del solo I duca): duca di Fife e marchese di Macduff (UK 1889), conte Fife e visconte Macduff (Ir 1759), barone Braco, di Klbryde nella contea di Cavan (Ir 1735) e barone Skene, di Skene nella contea di Aberdeen (UK 1857)
- Alexander Duff, I duca di Fife (1849–1912), unico figlio maschio del V conte
- Alexandra Duff, II duchessa di Fife (1891–1959), figlia maggiore del I duca, sposò il principe Arturo di Sassonia-Coburgo-Gotha

Altri titoli dal III duca in poi: conte di Southesk (Sc 1633), conte di Macduff (UK 1900), lord Carnegie di Kinnaird (Sc 1616), lord Carnegie di Kinnaird e Leuchars (Sc 1633) e IV barone Balinhard, di Farnell nella contea di Forfar (UK 1869)
- James Carnegie, III duca di Fife (1929-2015), figlio unico di Maud Duff, figlia più giovane del I duca
- David Carnegie, IV duca di Fife (n. 1961), figlio del III duca
  - legittimo erede: Charles Duff Carnegie, conte di Southesk (n. 1989), primo figlio maschio del IV duca

### Linea di successione
1. Charles Carnegie, lord Carnegie (n. 1989)
2. George Carnegie (n. 1991), secondogenito di lord Southesk
3. the Hon. Hugh Carnegie (n. 1993), terzogenito e figlio minore di lord Southesk